# Ассоциация крымскотатарских художников
Симферопольская ассоциация крымскотатарских художников (крымскотат. Aqmescit qırımtatar ressamlarınıñ assotsiatsiyası, Акъмесджит къырымтатар рессамларынынъ ассоциациясы; укр. Симферопільська асоціація кримськотатарських художників) является творческой, национально-культурной, общественной организацией, объединяющая профессиональных художников — живописцев, скульпторов, графиков, художников декоративно-прикладного искусства, дизайнеров, художников театра и кино, искусствоведов. Деятельность ассоциации направлена на возрождение и развитие национального крымскотатарского изобразительного искусства.

## История создания
Идея создания Симферопольской Ассоциации крымскотатарских художников, одной из задач которой было создание социальных условий для свободного развития творчества художников, возникла после первой Всесоюзной художественной выставки крымскотатарских художников, прошедшая в Крыму в марте-апреле 1990 года в Симферополе, однако на тот период многие участники выставки проживали ещё в разных республиках СССР. В 1991 году после распада СССР большая часть художников проживавших в разных Республиках Союза вернулись на историческую Родину в Крым. В июле 1992 года в городе Симферополе состоялось учредительное Собрание крымскотатарских художников, на котором было принято решение о создании творческой общественной организации — Ассоциация крымскотатарских художников. На данном учредительном Собрании председателем ассоциации единогласно был избран художник Изетов Энвер Сейтхалилович, которому было поручено собранием, подготовить соответствующую документацию для юридической регистрации организации.
28 октября 1992 года, на очередном Собрании Ассоциации крымскотатарских художников был рассмотрен и принят Устав ассоциации, а также выбраны руководящие органы. Заявление на регистрацию в Симферопольский горисполком было подано за подписью художников — Изетова Э. С., Алиева А. Э., Чурлу М. Ю., в соответствии Закона Украины «Об объединении граждан» регламентирующий подачу заявлений от имени трёх граждан.
25 декабря 1992 года Решением Симферопольского горисполкома за номером 1466 зарегистрирован Устав общественной организации «Симферопольская Ассоциация крымскотатарских художников» и занесён в реестре общественных организаций под регистрационным номером 33.

## Цели и задачи Ассоциации
Основными целями и задачами ассоциации являются возрождение и развитие изобразительного искусства крымских татар. Укрепление культурных и духовных связей между народами Крыма, СНГ и зарубежных стран. Создание социальных условий для свободного развития творчества художников, защиты их профессиональных интересов, творческой свободы, интеллектуальной собственности. Повышение профессионального мастерства и развитие творческой деятельности художников в различных областях изобразительного искусства. Возрождение народных промыслов, создание и развитие системы специализированных и отраслевых художественно- производственных организаций по выпуску сувенирной продукции, изделий культурно- бытового назначения. Выявление талантливой молодёжи, оказание ей помощи в освоении навыков художественного мастерства, получении необходимых профессиональных и искусствоведческих знаний, организаций курсов по обучению всеми видами изобразительного искусства. Защита авторских прав членов Ассоциации, сохранение и изучение художественного наследия.

## Структура и руководство Ассоциации
Высшим органом ассоциации является Собрание её членов, созываемое не реже 2-х раз в год.
Собрание Ассоциации намечает основные направления деятельности, избирает Правление и ревизионную комиссию. Утверждает план работы и заслушивает отчёты Правления и ревизионной комиссии. В период между собранием руководство деятельностью Ассоциации осуществляет Правление, в компетенцию, которого входит: выполнение решений собрания. Правление избирает из своего состава Председателя, заместителя, секретаря. Рассматривает вопросы приёма и исключения из числа членов Ассоциации.
Текущей деятельностью Ассоциации руководит председатель правления, который организует выполнение решений правления и текущее руководство работы Ассоциации. В случае невозможности выполнения председателем своих обязанностей / по болезни, при убытии в командировку или каким-либо другим причинам/ его функции принимает на себя заместитель председателя.
Ревизионная комиссия Ассоциации осуществляет контроль — по соблюдению требований Устава Ассоциации, за финансово-хозяйственной деятельностью, за своевременным и правильным рассмотрением заявлений и жалоб членов Ассоциации.
Руководство Ассоциацией за период 1992—2001 годов осуществлял председатель Ассоциации Э.Изетов, в период его отъезда в Узбекистан (1994) Ассоциацию возглавляли И.Шейх-Задэ, Ф.Асанова, М.Чурлу. С 2001 года Ассоциацией крымскотатарских художников руководит И.Нафиев.
Юридический адрес Симферопольской ассоциации крымскотатарских художников: 95011, г. Симферополь, ул. Самокиша,8. Автономная Республика Крым.

## Деятельность Ассоциации
За период с момента регистрации по сегодняшний день Ассоциацией проведено более 200 художественных выставок, в том числе и персональных выставок, как в Крыму, а также на Украине и за рубежом. А также Всеукраинские и Крымские конкурсы-выставки детского рисунка, направленных на выявление молодых талантов. Ассоциация реализовала ряд проектов по возрождению крымскотатарских народных ремёсел. Проведя обучение традиционным видам ткачества — килим и вышивке, подготовив группу мастериц из Крымских сёл и городов.
В 1993—1996 годах при Ассоциации функционировала Крымскотатарская картинная галерея с штатными расписанием из двух сотрудников — Э.Черкезовой, Ф. Асановой. Формирование фондов галереи и её выставочная деятельность проходила под руководством Ассоциации. Важным событием в этапе становления национальной галереи в 1993 году стало: — подписанный трёхсторонний Договор между Ассоциацией крымскотатарских художников (председатель Изетов Э. С.), Государственным комитетом по делам национальностей и депортированных граждан Автономной Республики Крым (председатель Джемилев Р. И.) , Симферопольским художественным музеем (директор Дьяченко Н. Д.). По данному Договору каждая из сторон брала на себя обязанности: Государственный комитет по делам национальностей и депортированных граждан гарантировал — финансирование на приобретение новых экспонатов для пополнения фондов галереи, Симферопольский художественный музей гарантировал — сохранность экспонатов и выделение помещения для хранения экспонатов, Ассоциация крымскотатарских художников — гарантировала формирование фондов и популяризацию новых произведений изобразительного искусства в выставочной деятельности. Данный шаг стал первым этапом на пути становления картинной галереи от общественной организации в государственное учреждение культуры в ведомстве министерства культуры АР Крым. В июле 1996 года Крымскотатарская национальная галерея передана в Республиканскую крымскотатарскую библиотеку им. И. Гаспринского на правах отдела в структуре министерства культуры АР Крыми и переименован в Музей изобразительного искусства крымских татар. В 1999 году Музей крымскотатарского искусства приобрёл юридический статус, став отдельным учреждением культуры. В 2000 году музей переименован в Республиканский крымскотатарский музей искусств и находится в структуре Министерства культуры АР Крым.
Ежегодно ко Дню скорби, который отмечается 18 мая, в Крымском Доме художника НСХ Украины, проводится выставка произведений крымскотатарских художников — посвящённые в память жертв депортации. Ассоциация крымскотатарских художников в сотрудничестве с организациями в Автономной Республике Крым, на постоянной основе, проводит творческие встречи и выставки по популяризации крымскотатарского народного декоративно-прикладного и изобразительного искусства.
За творческую и общественную деятельность ряд членов Ассоциации были удостоены государственных наград Украины и Автономной Республики Крым, в том числе художники:
- Аблаев Изет Джамильевич — Заслуженный художник АР Крым
- Алиев Айдер Энверович — Заслуженный художник Украины и АР Крым, лауреат Национальной премии Украины им. Т.Шевченко и премии Верховной Рады АРК
- Галимов Асан Энверович — Заслуженный художник АР Крым
- Изетов Энвер Сейтхалилович — Заслуженный деятель искусств АР Крым
- Скибин Рустем Владимирович — Заслуженный мастер народного творчества Украины
- Нафеев Ирфан Аметович — Заслуженный художник АР Крым
- Нетовкин Рамиз Андреевич — Заслуженный художник АР Крым
- Мемедляев Халил — Заслуженный художник АР Крым
- Трасинова, Зарема Абдурахмановна — Заслуженный художник АР Крым
- Усеинов Рамазан Эннанович — Заслуженный художник Украины и АР Крым
- Чурлу Мамут Юсуфофич — Заслуженный художник Украины
- Эминов Рустем Кязимович — Заслуженный художник АР Крым, Лауреат премии Верховной Рады АРК
- Якубов Нури Фахриевич — Заслуженный художник АР Крым